# Angelo ribelle
Angelo ribelle è una suite per orchestra d'archi (o quintetto di fiati, o orchestra) composta di cinque movimenti del compositore e pianista Giovanni Allevi.
È stata composta dall'autore a Bucarest nell'estate 2006.
È stata eseguita per la prima volta al Teatro Nuovo di Verona il 9 marzo 2007, alla direzione l'autore stesso supportato dall'orchestra de I Virtuosi Italiani.
La durata totale dell'opera è di circa 35 minuti.

## I cinque movimenti
1. Whisper
2. Keep moving
3. A perfect day
4. Corale
5. Angelo ribelle

## Curiosità
Di questa suite esistono quattro diverse versioni. La prima, già citata, con la sezione archi dell'Orchestra dei Virtuosi Italiani. La seconda, con l'ensemble di 11 archi della Philharmonische Camerata Berlin. La terza, per quintetto di fiati (flauto, oboe, clarinetto, corno, fagotto) eseguita per la prima volta il 29 giugno 2006 alla rassegna "la Teramo ignorata". La quarta, per orchestra completa, è quella contenuta nell'album Evolution.